# Шасор
Шасор (фр. Chassors) насеље је и општина у западној Француској у региону Поату-Шарант, у департману Шарант која припада префектури Коњак.
По подацима из 2011. године у општини је живело 1138 становника, а густина насељености је износила 86,15 становника/km². Општина се простире на површини од 13,21 km². Налази се на средњој надморској висини од 43 метара (максималној 62 m, а минималној 13 m).

## Демографија
| 1962. | 1968. | 1975. | 1982. | 1990. | 1999. | 2011. |
| ----- | ----- | ----- | ----- | ----- | ----- | ----- |
| 803   | 823   | 911   | 1.014 | 1.105 | 1.061 | 1.138 |

График промене броја становника у току последњих година